# Partido Comunista Samarinês
O Partido Comunista Samarinês (em italiano: Partito Comunista Sammarinese, PCS) era um partido político comunista e marxista de San Marino. Foi fundado em 1921 como uma secção do Partido Comunista Italiano, embora rapidamente se tenha dissolvido e só após a refundação em 1941, o PCS se confirmou como um dos grandes partidos do país.
Entre 1945 e a primavera de 1957, o PCS governou o país em coligação com o Partido Socialista de São Marino (PSS), mas, após um golpe de estado falhado pelos comunistas para impedir eleições que foi parado pela Itália, o partido foi deixado na oposição.
O PCS voltou a ser parte do governo em 1978 e assim se manteve até à dissolução do partido em 1990. Em 1990, com a queda da União Soviética e do comunismo na Europa de Leste, o PCS renunciou formalmente ao comunismo e se refundou como Partido Progressista Democrático de São Marino.

## Resultados eleitorais

### Eleições legislativas
| Data | CI.                 | Votos               | %                   | +/-                 | Deputados           | +/-                 | Status              |
| ---- | ------------------- | ------------------- | ------------------- | ------------------- | ------------------- | ------------------- | ------------------- |
| 1945 | Comité da Liberdade | Comité da Liberdade | Comité da Liberdade | Comité da Liberdade | Comité da Liberdade | Comité da Liberdade | Comité da Liberdade |
| 1949 | Comité da Liberdade | Comité da Liberdade | Comité da Liberdade | Comité da Liberdade | Comité da Liberdade | Comité da Liberdade | Comité da Liberdade |
| 1951 | 2.º                 | 1 305               | 29,3 / 100,0        |                     | 18 / 60             |                     | Governo             |
| 1955 | 2.º                 | 1 656               | 31,6 / 100,0        | 2,3                 | 19 / 60             | 1                   | Governo             |
| 1959 | 2.º                 | 1 653               | 26,0 / 100,0        | 5,6                 | 16 / 60             | 3                   | Oposição            |
| 1964 | 2.º                 | 3 058               | 24,1 / 100,0        | 1,9                 | 14 / 60             | 2                   | Oposição            |
| 1969 | 2.º                 | 2 952               | 22,8 / 100,0        | 1,3                 | 14 / 60             | Estável             | Oposição            |
| 1974 | 2.º                 | 3 246               | 23,6 / 100,0        | 0,8                 | 15 / 60             | 1                   | Oposição            |
| 1978 | 2.º                 | 3 791               | 25,1 / 100,0        | 1,5                 | 16 / 60             | 1                   | Governo             |
| 1983 | 2.º                 | 4 096               | 24,4 / 100,0        | 0,7                 | 15 / 60             | 1                   | Governo             |
| 1988 | 2.º                 | 5 852               | 28,7 / 100,0        | 3,3                 | 18 / 60             | 3                   | Governo             |